# 屈曲光学系
屈曲光学系（くっきょく-こうがくけい、英: folded optics）は、広義には潜望鏡など、平面反射鏡やプリズムにより光路を60度や90度折り曲げている光学系のことだが、特に、プリズム式双眼鏡や、望遠ズームレンズをカメラボディ内の幅方向や高さ方向に収めたカメラ等、全体を小型にまとめているものを指して使われることが多い。
35mmフィルムカメラを屈曲光学系を利用し超小型にした例ではテッシナがあるが、テッシナでは反射が一回のためフィルム面の像が通常のカメラと左右逆で、プリントの際に裏焼きしなければならない。

## 注
1. ↑  コンデジではミノルタDiMAGE Xが採用して話題となった。